# Due con

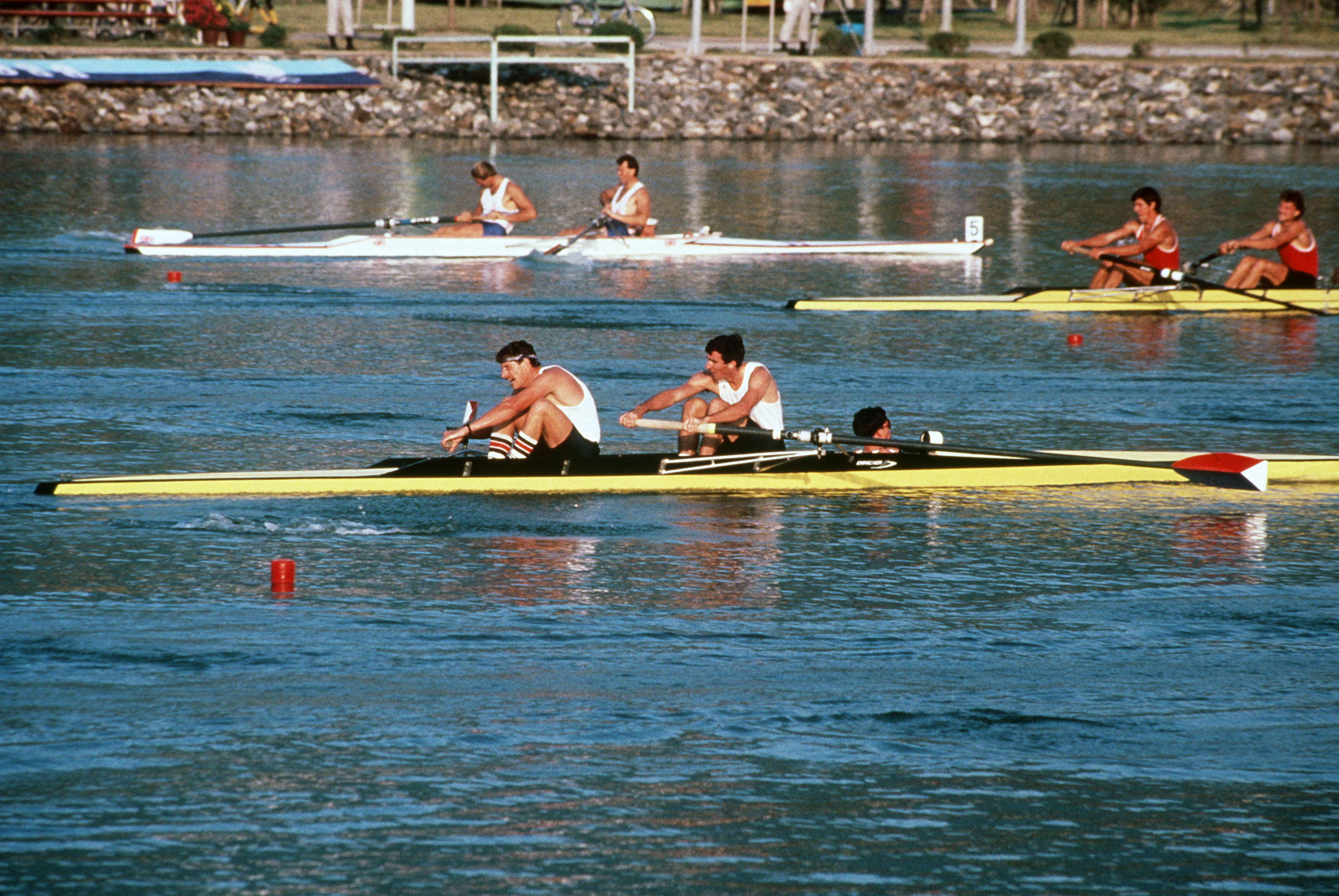
Una fase di una gara di due con a, penultima apparizione dell'imbarcazione ai Giochi olimpici

Il due con è il nome che in ambito sportivo si dà a un tipo di imbarcazione utilizzata per praticare canottaggio.

## Descrizione
In questa barca si voga in due atleti (detti rispettivamente capovoga e prodiere), con un timoniere. Inoltre è una barca "di punta", cioè ogni vogatore dispone di un remo.
Il "due con" è ormai scarsamente utilizzato e molte società non possiedono più questo tipo di imbarcazione, inoltre non è più riconosciuto dalla FISA per le gare olimpiche, mentre la gara è ancora mantenuta a livello di campionati del mondo.